# Volvo 8900
El Volvo 8900 es un autobús urbano e interurbano de un solo piso, presentado en 2010 como sucesor de la carrocería de aluminio 8500 y la de acero inoxidable 8700. Está disponible tanto con piso de 860 mm de escalón como con el Volvo 8900LE de acceso bajo.
El Volvo 8500 fabricado por Volvo Säffle a principios de mayo de 2010 recibió un nuevo frontal. Dos meses después, Volvo anunció oficialmente el nuevo modelo 8900. La parte delantera era la misma que la del 8500 renovado, pero el resto del autobús era nuevo. El 8500 de Säffle dejaría de fabricarse en el verano de 2011, mientras que el 8700 de Wrocław desaparecería en 2012.
Como el chasis B12B/B12BLE también desaparecería en 2012 y el B8R/B8RLE no estaba listo, Volvo debió buscar un encaje para sus versiones de tres ejes. El B12B/B12BLE era el único chasis de tres ejes que se ofrecía para autobuses urbanos e interurbanos. Así que con la introducción del 8900/8900LE, Volvo ofrecía el B7RLE 6x2, el B9RLE 6x2 y el B9R 6x2. También se ofrecía en los B7RLE, B7R y B9R de dos ejes estándar. En el verano de 2013 empezaron a aparecer los primeros B8R y B8RLE en números bajos, y a partir de 2014, con los requisitos Euro VI, ya no se ofrecen 7s ni 9s.
Con dos plantas construyendo los mismos modelos, Volvo equilibró la producción construyendo solo el B7R/B7RLE en Polonia, mientras que el B9R/B9RLE y unos pocos B7R/B7RLE se construyeron en Suecia. Esto también era práctico, ya que la mayor parte del mercado para los motores más grandes estaba en Escandinavia. Sin embargo, Volvo decidió cerrar la planta de Säffle en el verano de 2013, y toda la producción del modelo pasó a realizarse en Polonia.
Como otros autobuses de piso bajo, el 8900LE tiene los asientos montados sobre podios para elevarlos, dejando solo el pasillo y la zona para sillas de ruedas a nivel de la entrada. A finales de 2011, Volvo anunció que también entregaría el 8900LE sin estos podios para aquellos clientes que lo solicitaran.